# Malo Naklo
Malo Naklo je naselje v Občini Naklo.